# Ulandshjälp från folk till folk
Ulandshjälp från folk till folk (UFF), på danska Ulandshjælp fra Folk til Folk, var en biståndsorganisation, numera nedlagd under detta namn i Sverige. Den startades av Tvindrörelsen och verkade med gula insamlingslådorna för begagnade kläder, UFF-containrar. Kläderna som samlades in såldes i UFF:s butiker, och hjälpte till att finansiera organisationens verksamhet.
Rörelsen anklagades för att vinst från klädförsäljningen gick till vinstinriktade organisationer. Siffror visade att endast cirka 6 procent av intäkterna gick till välgörande ändamål. Flera av rörelsens frontfigurer blev åtalade för skattebrott i Danmark och en av dem blev dömd.
Rörelsen gick 2003 i konkurs i Sverige. Liknande verksamhet har dock fortsatt under det nya namnet Humana Sverige.